# اما-جي

اما-غي _{4} مكتوبة بالكتابة المسمارية السومرية الكلاسيكية

اما-غي هي كلمة سومرية مكتوبة اما-جي 4 أو أما-ار-جي 4 . وتمت ترجمته إلى «الحرية»، وكذلك «العتق»، و «الإعفاء من الديون أو الالتزامات»،  و «إعادة الأشخاص والممتلكات إلى وضعهم الأصلي» بما في ذلك الإعفاء من الديون. وتشمل التفسيرات الأخرى «العودة إلى حالة سابقة»  والإعفاء من الديون أو العبودية أو الضرائب أو العقوبة.
نشأت الكلمة من الاسم اما "وتعني الأم" (أحيانًا مع علامة الحالة المرفقة ار)، والمضمون الحالي جي 4 "العودة أو استعادة أو إرجاع"، وبالتالي تعني حرفياً "العودة إلى الأم". حدده عالم الآشوريات صموئيل نوح كرامر كأول مرجع مكتوب معروف لمفهوم الحرية. في إشارة إلى معناه الحرفي "العودة إلى الأم"، كتب في عام 1963 "ما زلنا لا نعرف لماذا تم استخدام هذا الشكل من الكلام من أجل«الحرية».
كان أول استخدام معروف للكلمة في إصلاحات أوروكاجينا. من قبل سلالة أور الثالثة، حيث تم استخدامه كمصطلح قانوني لعتق الأفراد.
وهي مرتبطة بالكلمة الأكادية أندوراآوو (م) وتعني «الحرية» و «الإعفاء» و «التحرر من العبودية (الديون)».  
اعتمد عدد من المنظمات الليبرالية الحرف الرسومي المسماري كرمز يزعم أنه "أول ظهور مكتوب معروف لكلمة«الحرية». ويتم استخدامه كشعار من قبل المعهد السياسي للحرية في بيرو،  والمدرسة الاقتصادية الجديدة في جورجيا ،  شركة النشر Liberty Fund ،  وكان اسم وشعار مجلة جمعية هايك في كلية لندن للاقتصاد.